# 1940年冬季奥林匹克运动会
1940年冬季奧林匹克運動會，官方稱為第五屆奧林匹克冬季運動會（英語：the V Olympic Winter Games），原计划於1940年在日本的札幌市舉辦，但因為第二次世界大战而中止。札幌市被選為冬季奥林匹克运动会1940年的主辦地，但在1937年日本侵华，日本的主辦權因此交還給国际奥林匹克委员会。
國際奧委會後來決定將主辦權交給瑞士的聖莫里茨，但因為瑞士參賽團和奧委會之間的爭議，主辦權最後還是收回了。然後，奧委會再將主辦權交給德國的加爾米施-帕滕基興，但三個月後，第二次世界大戰爆發了，而冬季奧運會也在1939年11月被取消了。
聖莫里茨最後舉辦了1948年冬季奧林匹克運動會，而札幌最後舉辦了1972年冬季奧林匹克運動會。加爾米施-帕滕基興之前已舉辦過1936年冬季奧林匹克運動會。